# Merate

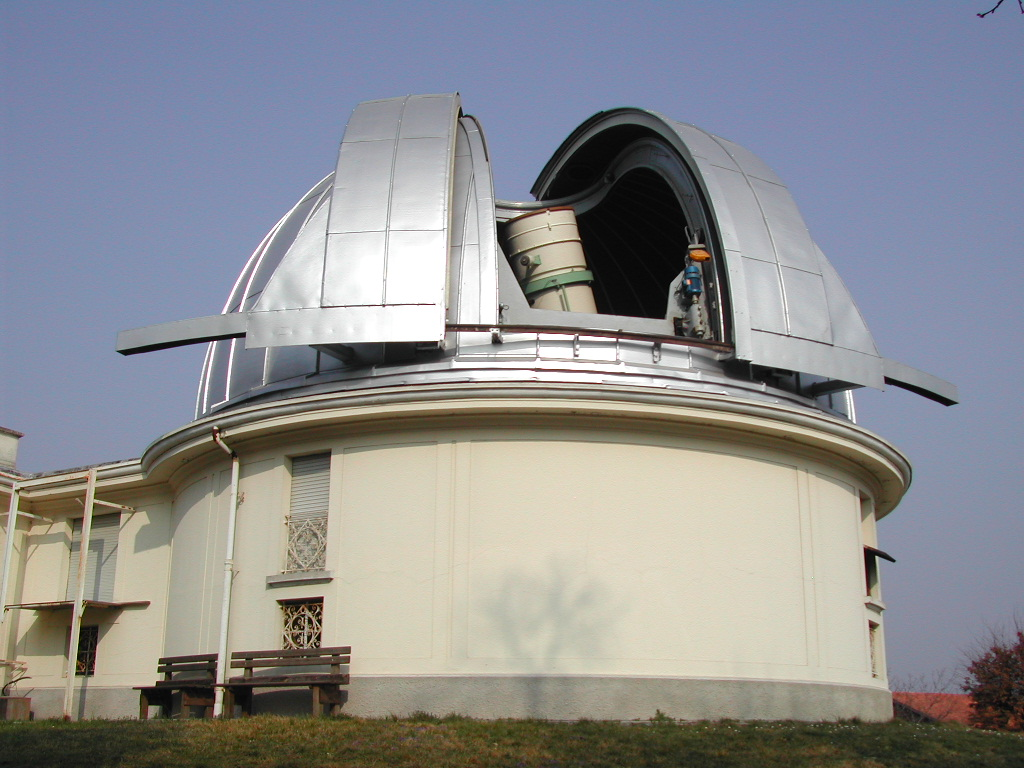
Teleskop Zeiss

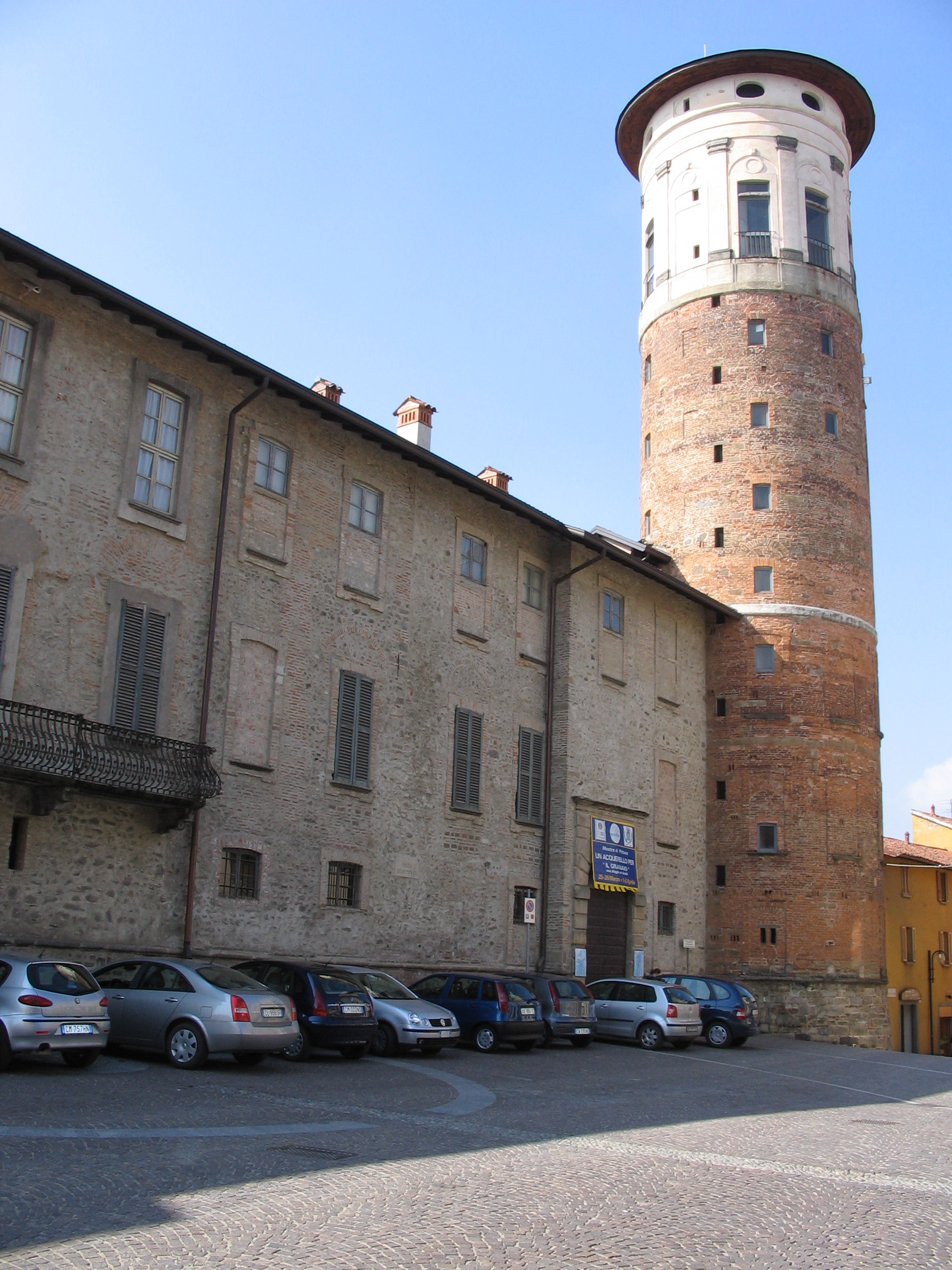
Palazzo Prinetti

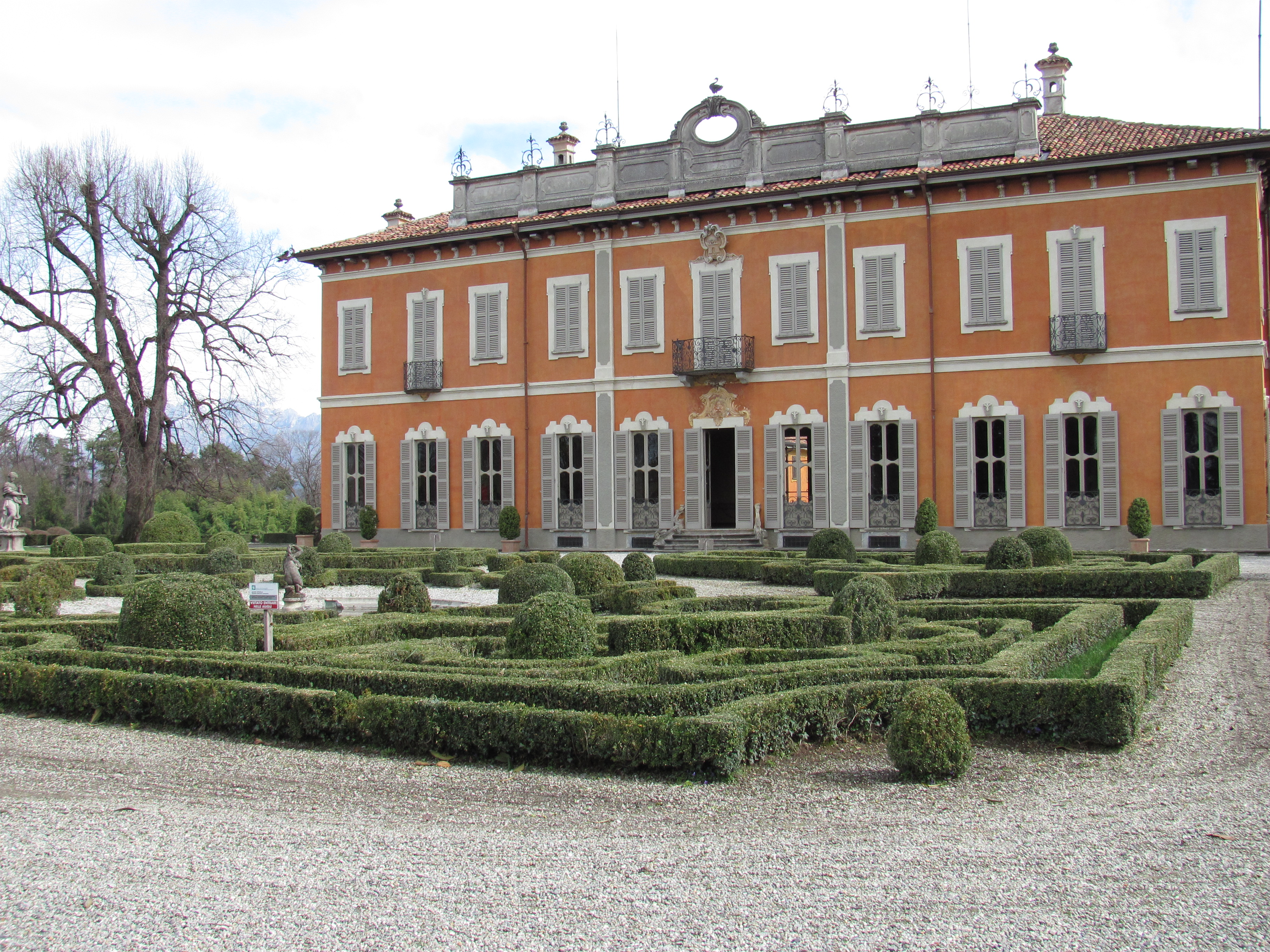
Villa Subaglio

Merate ist eine Gemeinde in der Provinz Lecco in der italienischen Region Lombardei mit 14.882 Einwohnern (Stand 31. Dezember 2023).

## Geographie
Merate ist der Drehpunkt des Bereichs, der als Brianza meratese oder Meratese bekannt ist, im Gebiet von Brianza in der Provinz Lecco. Es liegt in einer hügeligen Landschaft, die typisch für die lombardischen Voralpen ist, zu denen es gehört. Merate hat eine Bevölkerungsdichte von 1350 Einwohnern/km² und umfasst eine Fläche von 11,07 km², die sich durchschnittlich auf 298 m. ü. M. befindet. Im Jahr 1971 hatte die Gemeinde Merate eine Fläche von 1.107 Hektar.
Die Nachbargemeinden von Merate sind Calco, Cernusco Lombardone, Imbersago, Montevecchia, Olgiate Molgora, Osnago, Robbiate, Ronco Briantino (MB).

## Geschichte
Der Name Merate taucht zum ersten Mal in einer Urkunde von 926 n. Chr. auf, obwohl die Siedlung vielleicht schon in römischer Zeit existierte. In römischer Zeit wurde das Gebiet von der Via Spluga durchquert, einer Römerstraße, die Mailand mit dem Splügenpass verband. In einem Diplom von Kaiser Friedrich I. (HRR), das 1158 in Roncaglia ausgestellt wurde, wurde das Kloster San Dionigi in Mailand als Eigentümer des Schlosses von Merate bestätigt und befohlen, dass alle Männer des Zentrums von Brianza dem Abt und seinen Nachfolgern die Treue schwören und nicht mehr die Entscheidung treffen, ihre eigenen Vertreter ohne die Erlaubnis des Abtes von San Dionigi zu wählen.
Jahrhundertelang war Merate Teil der Pfarrgemeinde von Brivio, aber im Laufe der Zeit, ab dem 16. Jahrhundert, wurde es wichtiger als die gemeinsame Hauptpfarrei und während des frühen 19. Jahrhunderts trat es an seine Stelle. Während der Kämpfe zwischen den Torriani (della Torre) und den Visconti um die Vorherrschaft in Mailand erlitt Merate (insbesondere die Burg) erheblichen Schaden. Sie erholte sich um das 17. Jahrhundert, als sie, nachdem sie durch die Pest dezimiert worden war, nach Lecco zu einer der reichsten Gemeinden der Gegend wurde.
Nach dem zeitweiligen Anschluss der lombardischen Provinzen an das Königreich Sardinien wurde die Gemeinde Merate mit 2.240 Einwohnern, die von einem fünfzehnköpfigen Gemeinderat und einem zweiköpfigen Stadtrat verwaltet wird, gemäß der durch das Gesetz vom 23. Oktober 1859 festgelegten territorialen Aufteilung in den Bezirk III von Brivio, Bezirk III von Lecco, Provinz Como, eingegliedert. Bei der Gründung des Königreichs Italien im Jahr 1861 hatte die Gemeinde 2.403 Einwohner (Volkszählung 1861). Nach dem Gemeindegesetz von 1865 wurde die Gemeinde von einem Bürgermeister, einer Junta und einem Rat verwaltet. Im Jahr 1867 wurde die Gemeinde in denselben Bezirk, Kreis und dieselbe Provinz eingegliedert (Verwaltungsbezirk 1867).
Im Jahr 1924 wurde die Gemeinde in den Bezirk Lecco der Provinz Como eingegliedert. Nach der Gemeindereform im Jahr 1926 wurde die Gemeinde von einem Podestà verwaltet. Im Jahr 1927 wurde der Gemeinde Merate die aufgelöste Gemeinde Novate Brianza angegliedert. Im Jahr 1928 wurden die aufgelösten Gemeinden Sabbioncello und Sartirana Briantea zur Gemeinde Merate zusammengefasst. Nach der Gemeindereform von 1946 wurde die Gemeinde Merate von einem Bürgermeister, einer Junta und einem Rat verwaltet.

## Bevölkerung
| Bevölkerungsentwicklung | Bevölkerungsentwicklung | Bevölkerungsentwicklung | Bevölkerungsentwicklung | Bevölkerungsentwicklung | Bevölkerungsentwicklung | Bevölkerungsentwicklung | Bevölkerungsentwicklung | Bevölkerungsentwicklung | Bevölkerungsentwicklung | Bevölkerungsentwicklung | Bevölkerungsentwicklung | Bevölkerungsentwicklung | Bevölkerungsentwicklung | Bevölkerungsentwicklung | Bevölkerungsentwicklung | Bevölkerungsentwicklung |
| ----------------------- | ----------------------- | ----------------------- | ----------------------- | ----------------------- | ----------------------- | ----------------------- | ----------------------- | ----------------------- | ----------------------- | ----------------------- | ----------------------- | ----------------------- | ----------------------- | ----------------------- | ----------------------- | ----------------------- |
| Jahr                    | 1861                    | 1871                    | 1881                    | 1901                    | 1911                    | 1921                    | 1931                    | 1951                    | 1961                    | 1971                    | 1981                    | 1991                    | 2001                    | 2011                    | 2022                    |                         |
| Einwohner               | 4673                    | 4979                    | 5142                    | 6254                    | 6875                    | 6735                    | 7346                    | 8573                    | 8954                    | 11270                   | 13687                   | 14091                   | 14096                   | 14583                   | 14665                   |                         |
| Quelle: ISTAT           |                         |                         |                         |                         |                         |                         |                         |                         |                         |                         |                         |                         |                         |                         |                         |                         |

## Kultur und Sehenswürdigkeiten
- Pfarrkirche Sant’Ambrogio. Am 7. Dezember wird das Fest des Ortspatrons Sant’Ambrogio gefeiert.
- In Merate befindet sich heute der Standort des Osservatorio Astronomico di Brera mit einem Zeiss-Teleskop.

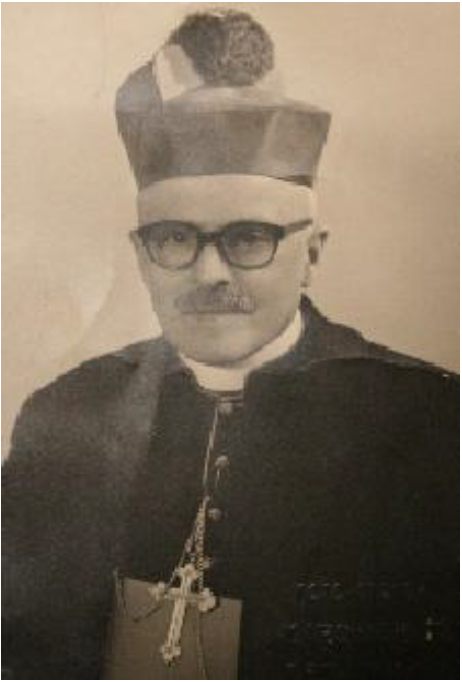
Raffaelangelo Palazzi

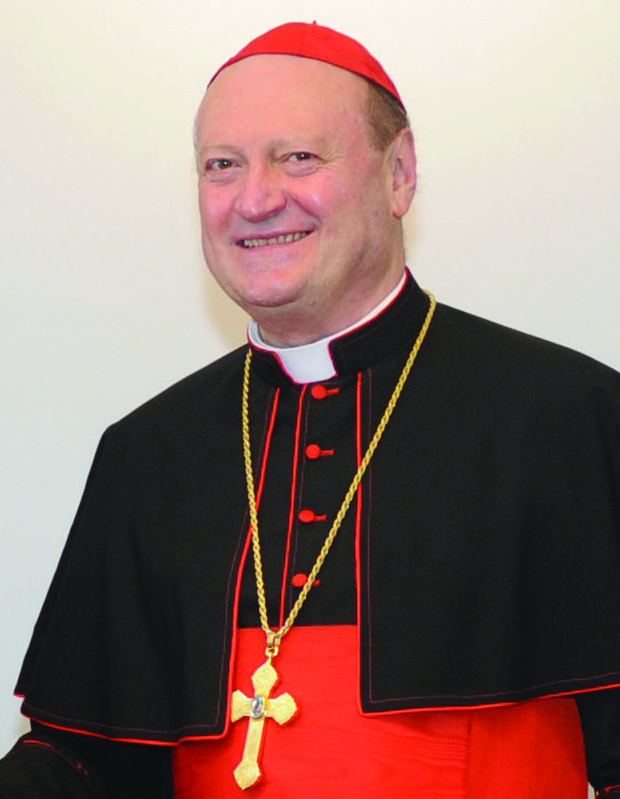
Kardinal Ravasi (2012)

- Palazzo Prinetti.
- Villa Subaglio.

## Partnerschaften
Merates Partnergemeinden sind Buzançais im französischen Département Indre und Kappeln in Schleswig-Holstein.

## Persönlichkeiten
- Raffaelangelo Palazzi (* 18. August 1886 in Mailand; † 18. Oktober 1961 in Novate Brianza, Fraktion der Gemeinde Merate), Priester, Missionar, Bischof von Hengyang
- Gianfranco Ravasi (* 1942), Kurienkardinal
- Marco Motta (* 1986), Fußballspieler
- Antonio Scaccabarozzi (1936–2008), Maler